# Sacaba
Sacaba es un municipio y una ciudad de Bolivia, capital de la provincia del Chapare y la segunda ciudad más poblada del departamento de Cochabamba con 172.466 habitantes (según el Censo INE 2012). Es considerada parte del Área Metropolitana de Kanata de la ciudad de Cochabamba, y está situado a una altitud promedio de 2719 metros sobre el nivel del mar.
El centro urbano de Sacaba está localizado a 13 kilómetros al este de Cochabamba, la capital departamental. La arquitectura de estilo republicano puede ser vista en la zona central de Sacaba, sin embargo, algunas partes han sido destruidas debido a la carencia del cuidado municipal. Cuenta también con modernos condominios y urbanizaciones.
Es una población de clima templado y medianamente seco. La fiesta patronal se celebra el tercer domingo de noviembre en honor a la Virgen del Amparo.
Sacaba fue el sitio de las protestas sociales contra la erradicación forzada de las plantaciones de hoja de coca en 2002, lo que provocó el retiro de Evo Morales, líder del movimiento cocalero y del MAS, de su curul como diputado en el congreso boliviano. Morales se opuso al cierre del mercado de la coca en Sacaba, y las protestas que sobrevinieron implicaron la muerte de varias personas en ambos bandos. Morales posteriormente fue presidente de Bolivia.

## Toponimia
El nombre de Sacaba tiene su origen en el vocablo aymara sarkajpa = lugar de salida o tránsito.

## Historia
El año 1210 el Inca Khapaj Yupanki habría fundado por primera vez el pueblo quechua de Sacaba durante el dominio quechua del Collasuyo. En 1560 se registra una nueva fundación por el conquistador Diego Alemán, como parte del Virreinato del Perú para proteger a los viajeros expedicionarios contra ataques de las tribus —Chuis y Poconas— en su viaje hacia el oriente en busca del oro del Gran Paititi, fundándose también el Tambo de Kjuru Pampa (hoy Curubamba) como asiento de expediciones.
La tercera y definitiva fundación se registra el 29 de junio de 1761, con el nombre de Villa de San Pedro de Sacaba por encargo del virrey Manuel de Amat al comisionado de la Real Audiencia de Charcas el Capitán Joseph Nicolás Maldonado Sotomayor, procediéndose al trazo de la plaza 6 de Agosto.

## Demografía
De acuerdo con el censo boliviano de 2024, la población del municipio de Sacaba es de 218 502 habitantes.
La población del municipio casi se cuadriplicó entre 1992 y 2024:
| Año  | Habitantes (municipio) | Fuente |
| ---- | ---------------------- | ------ |
| 1992 | 57.353                 | Censo  |
| 2001 | 117.100                | Censo  |
| 2012 | 169.494                | Censo  |
| 2024 | 218.502                | Censo  |

Debido a la carencia del espacio en los límites de ciudad de Cochabamba, varios complejos nuevos de urbanización han sido construidos dentro de los 13 kilómetros que separan Sacaba de la ciudad de Cochabamba. Muchos de estos complejos residenciales se han construido para los empleados de las empresas con base en la ciudad.

## Clima
El clima en Sacaba es templado, con un clima similar al de la ciudad de Cochabamba. Durante el invierno, la gama de temperaturas es de 2 C a 24 C y las precipitaciones son raras. Durante la época de verano, la gama de temperaturas va a partir del 10 C a 19 C con fuertes lluvias.
| Unidades climáticas          | Ubicación                                                                                        | m.s.n.m. 3  | Temperaturas |
| ---------------------------- | ------------------------------------------------------------------------------------------------ | ----------- | ------------ |
| Clima Húmedo Subtropical     | Distrito de Palca                                                                                | 1500 a 2550 | 18 a 22 °C.  |
| Clima Subhúmedo Cryotérmico  | Sud del Distrito de Palca, Norte del Distrito cinco una porción del Distrito de Chiñata y Ucuchi | 3400 a 4400 | 10 y 14 °C.  |
| Clima Semiárido Meso térmico | Parte media del Distrito 5 hasta el Sur del municipio                                            | 2700 a 3900 | 13 a 17 °C.  |

## Economía
Sacaba es una capital culinaria en el departamento de Cochabamba, famosa por su plato típico como es el Chicharron sacabeño un plato considerado como patrimonio culinario. En el mes de junio se realiza la gran feria del Chicharrón siendo uno de los eventos gastronómicos más importantes de Bolivia.
Sacaba es también famosa por sus numerosas chicherías donde se produce la chicha de maíz (un fermento de la misma) de un agradable sabor, tanto así que se cita al pueblo con picardía como "Sacaba - donde la chicha nunca se acaba".
Los distritos rurales de Sacaba producen una gran variedad de alimentos, hortalizas y frutas.  
La mayoría de los residentes de Sacaba trabajan en la ciudad de Cochabamba. Las industrias locales incluyen el alimento crudo, producción de cereal, fábricas de zapatos, entre otras. Los edificios coloniales, los mercados públicos y otras despiertan el interés de los turistas.

## División administrativa
El municipio está dividido en 12 distritos, de los cuales seis son urbanos (Distrito 1, Distrito 2 Quintanilla, Distrito 3 Pacata, Distrito 4 Huayllani, Distrito 6 El Abra, Distrito 7 Villa Obrajes) y seis rurales (Distrito Rural 5, Distrito Rural de Palca, Distrito Rural de Lava Lava, Distrito Rural de Aguirre, Distrito Rural de Ucuchi, Distrito Rural de Chiñata).

## Transporte
Sacaba se encuentra a una distancia de 16 kilómetros por carretera al este de la ciudad de Cochabamba, la capital del departamento.
La Ruta 4 pasa por Sacaba, con el nombre de Avenida Eliodoro Villazón, y tiene una longitud de 1.657 kilómetros, atravesando todo el país en dirección oeste-este. La carretera comienza al oeste en Tambo Quemado, en la frontera con Chile, y llega a Sacaba después de 392 kilómetros. Luego, la carretera continúa hacia el este por Santa Cruz de la Sierra hasta Puerto Suárez en la zona fronteriza con Brasil.
Algunas de las vías más importantes del municipio de Sacaba son la Avenida Chapare, la Avenida Circunvalación y la Avenida Juan José Torres González.